# Liste der Einträge im National Register of Historic Places im Shannon County (Missouri)

Lage des Shannon County in Missouri

Die Liste der Einträge im National Register of Historic Places im Shannon County in Missouri führt die Bauwerke und historischen Stätten im Shannon County auf, die in das National Register of Historic Places aufgenommen wurden.

## Legende
| NRHP | Historic Place    |
| HD   | Historic District |

## Aktuelle Einträge
| [ 3 ] | Name                                    | Bild                               | Eintragsdatum                 | Lage | Ort                   | Beschreibung |
| ----- | --------------------------------------- | ---------------------------------- | ----------------------------- | --- | --------------------- | ------------ |
| 1     | Akers Ferry Archeological District      | Akers Ferry Archeological District | 1990 ID-Nr. 90001541          | Adresse nicht veröffentlicht 37° 22′ 31,9″ N, 91° 33′ 7,1″ W                                                                           | Rector                |              |
| 2     | Alley Spring Roller Mill                | Alley Spring Roller Mill           | 1981 ID-Nr. 81000336          | Westlich von Eminence abseits der MO 106 37° 9′ 15″ N, 91° 26′ 31″ W                                                                   | Eminence              |              |
| 3     | Alton Club                              | Alton Club                         | 14. Okt. 2005 ID-Nr. 05001162 | Rund 2,5 km westlich der MO 19 37° 19′ 26″ N, 91° 26′ 10″ W                                                                            | nördlich von Eminence |              |
| 4     | Buttin Rock School                      |                                    | 1991 ID-Nr. 91000605          | Ostufer des zu den Ozark National Scenic Riverways gehörenden Current River südlich der Powder Mill Ferry, 37° 8′ 42″ N, 91° 10′ 12″ W | Eminence              |              |
| 5     | Chilton-Williams Farm Complex           | Chilton-Williams Farm Complex      | 1981 ID-Nr. 81000696          | Östlich von Eminence abseits der MO 106 37° 11′ 2″ N, 91° 11′ 25″ W                                                                    | Eminence              |              |
| 6     | Culpepper-Pummil Site (23SH14/55)       |                                    | 1988 ID-Nr. 87002500          | Adresse nicht veröffentlicht | Alley Spring          |              |
| 7     | Walter Klepzig Mill and Farm            | Walter Klepzig Mill and Farm       | 1990 ID-Nr. 90000001          | Entlang des Rocky Creek, einem Bestandteil der Ozark National Scenic Riverways 37° 7′ 30″ N, 91° 11′ 58″ W                             | Eminence              |              |
| 8     | Old Eminence Site (23SH104)             |                                    | 1988 ID-Nr. 87002534          | Adresse nicht veröffentlicht | Round Spring          |              |
| 9     | Owl’s Bend Site (23SH10)                |                                    | 1988 ID-Nr. 87002530          | Adresse nicht veröffentlicht | Eminence              |              |
| 10    | Pulltite Site (23SH94)                  | Pulltite Site (23SH94)             | 1988 ID-Nr. 87002532          | Adresse nicht veröffentlicht | Eminence              |              |
| 11    | Reed Log House                          | Reed Log House                     | 1991 ID-Nr. 91000456          | Entlang des Current River südlich der Powder Mill Ferry 37° 9′ 10″ N, 91° 10′ 7″ W                                                     | Eminence              |              |
| 12    | Rhinehart Ranch                         |                                    | 1980 ID-Nr. 80002395          | Nordwestlich von Eminence 37° 15′ 3″ N, 91° 26′ 46″ W                                                                                  | Eminence              |              |
| 13    | Round Spring Archeological District     |                                    | 1993 ID-Nr. 92001749          | Adresse nicht veröffentlicht | Eminence              |              |
| 14    | Shawnee Creek Site                      |                                    | 1990 ID-Nr. 90000604          | Adresse nicht veröffentlicht | Eminence              |              |
| 15    | Two Rivers Site                         |                                    | 1993 ID-Nr. 92001750          | Adresse nicht veröffentlicht | Eminence              |              |
| 16    | Winona Ranger Station Historic District |                                    | 2003 ID-Nr. 03000715          | Route 1 und MO 19N 37° 0′ 49″ N, 91° 19′ 16″ W                                                                                         | Winona                |              |